# Кирхберг, Эрнст фон

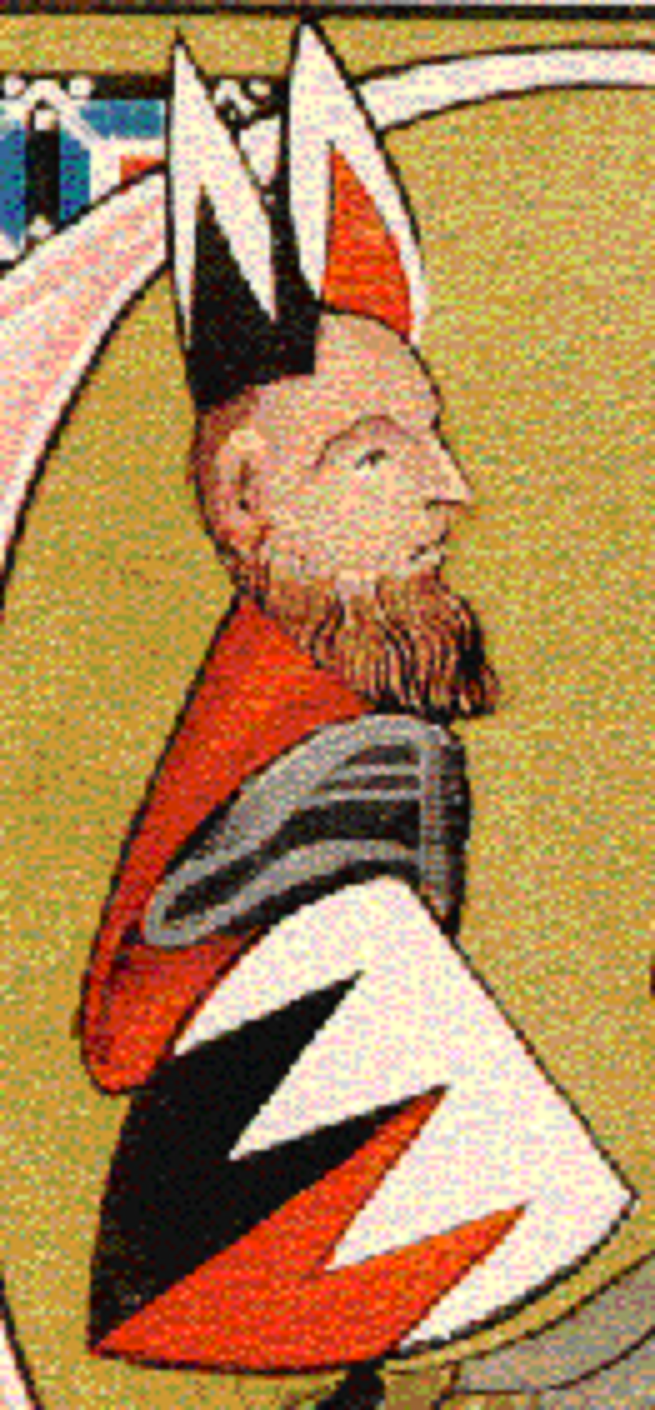
Предположительный портрет Эрнста фон Кирхберга с родовым гербом из рукописи его хроники.

Эрнст фон Кирхберг (нем. Ernst von Kirchberg, около 1329 — после 1379) — немецкий историк Померании, хронист и книжный миниатюрист из Мекленбурга, автор «Мекленбургской рифмованной хроники».

## Биография
Биографические сведения довольно скудны, предположительно родился около 1329 года.
Согласно одной версии, был выходцем из старинного рыцарского рода в Тюрингии и в 1378 году прибыл оттуда ко двору герцога Мекленбургского Альбрехта II в свите невесты последнего — Адельгейды фон Хонштайн. Этим объясняется использование им некоторых слов и выражений из верхненемецкого языка. 
По другим данным, происходил из Нижнего Гессена, возможно Фрицлара. В частности, историк Вернер Кнох считал его выходцем из нижнегессенского дворянства Кирхберга (Швальм-Эдер).
Согласно третьей версии, являлся выходцем из рыцарской семьи Кирхбергов из Пригница (Бранденбург), о чём свидетельствует его портрет с родовым гербом из предисловия к его хронике.
Точная дата смерти его неизвестна, ясно лишь, что он пережил своего покровителя и заказчика герцога, скончавшегося 18 февраля 1379 года.

## Сочинения
Незадолго до смерти герцога Альбрехта II, возможно, 8 января 1378 года, составил по его поручению на средневерхненемецком языке «Мекленбургскую рифмованную хронику» (нем. Mecklenburgische Reimchronik), состоящую из 185 глав и примерно 28 000 стихов, исторические события в которой излагались с 772 по 1378 год.
В основу первой части своего сочинения, работу над которым, вероятно, начал в тогдашнем духовном центре Мекленбурга — Доберанском монастыре цистерцианцев, Кирхберг положил латиноязычную «Славянскую хронику» (лат. Chronica Slavorum) Гельмольда из Босау и, возможно, её продолжение Арнольдом Любекским. В качестве других источников для своей хроники Кирхберг использовал «Саксонскую всемирную хронику», «Брауншвейгскую рифмованную хронику» (XIII в.), «Доберанскую генеалогию» (нем. Doberaner Genealogie), а также хронику, или «Протоколы» (лат. Protocollum, 1346) монаха-августинца Апуда из Старгарда (на Ине) (нем. Augustin von Stargard).
Основной целью Кирхберга как историка являлось прославление правящего Мекленбургского дома, происхождение которого выводилось им от легендарного ободритского князя Биллунга, или Биллуга (нем. Billug), современника императора Оттона I, а права уравнивались с датским королевским домом. При этом христианизация ободритов в XII веке представлялась не насильственным актом со стороны крестоносцев и Генриха Льва, а результатом проявления доброй воли со стороны местной династии.
Сочинение Кирхберга закончено было, вероятно, ещё до смерти герцога Альбрехта 18 февраля 1379 года, однако успел ли последний ознакомиться с ним, неясно.
Материалы рифмованной хроники Кирхберга использовали в XVI веке историки Померании Альберт Кранц, Николаус Маршалк, Иоганн Бугенхаген и Томас Канцов.
«Мекленбургская хроника» Кирхберга сохранилась в пергаментной рукописи на 232 листах формата 43×32 см, иллюминированной в богемском стиле, отражающим связи с Люксембургским императорским домом. 15 её миниатюр выполнены предположительно самим Кирхбергом, места для ещё 46 иллюстраций остались незаполненными; таким образом, украшение манускрипта не было закончено. Сегодня рукопись хранится в земельном архиве города Шверин (Schwerin, Landeshauptarchiv, MS. 1.12–1), столицы федеральной земли Мекленбург-Передняя Померания. 
Впервые хроника Кирхберга была издана в 1745 году в Лейпциге, в четвёртом томе сборника «Неопубликованных памятников германских племен, главным образом кимвров и мекленбуржцев» (лат. Monumenta inedita rerum Germanicarum praecipue Cimbriacarum et Megapolensium), издававшегося под редакцией известного голштинского просветителя и правоведа Эрнста Иоахима Вестфалена. Новейшее академическое издание было подготовлено к печати в 1997 году в Кёльне мекленбурским историком Кристой Кордшаген (ум. 2008) и профессором Марбургского университета Родерихом Шмидтом (ум. 2011).

## Издания
- Ernesti de Kirchberg Chronicon Mecklenburgicum. Hrsg. von E. J. Westphalen // Monumenta inedita rerum Germanicarum praecipue Cimbriacarum et Megapolensium. — Tomus 4. — Lipsiae, 1745. — coll. 594-840.
- Die Mecklenburgische Reimchronik des Ernst von Kirchberg. Hrsg. von Christa Cordshagen, Roderich Schmidt. — Köln: Böhlau, 1997. — xviii, 432 s. — ISBN 978-3412070953.